# ミネーオ隕石
ミネーオ隕石（ミネーオいんせき、Mineo meteorite）は1826年5月3日、イタリア、シチリア島のミネーオに落下した隕石である。石鉄隕石（パラサイト）に分類される。パラサイトは隕石の大部分を占める石質隕石に比べて風化されにくいため、過去に落下した隕石が発見されているもの（発見隕石：find）は60例ほどあるが、落下が目撃されたもの（落下隕石：fall）は例えば日本の在所隕石など数例しかなく、ミネーオ隕石もその一つである。
1826年5月3日、シチリア島上空で火球が目撃され、衝撃音に続いて、ミネーオの近くに落下が目撃された。小さなクレータから隕石が発見された。42gの破片だけが保存されている。